# Chromidina chattoni
Espèce

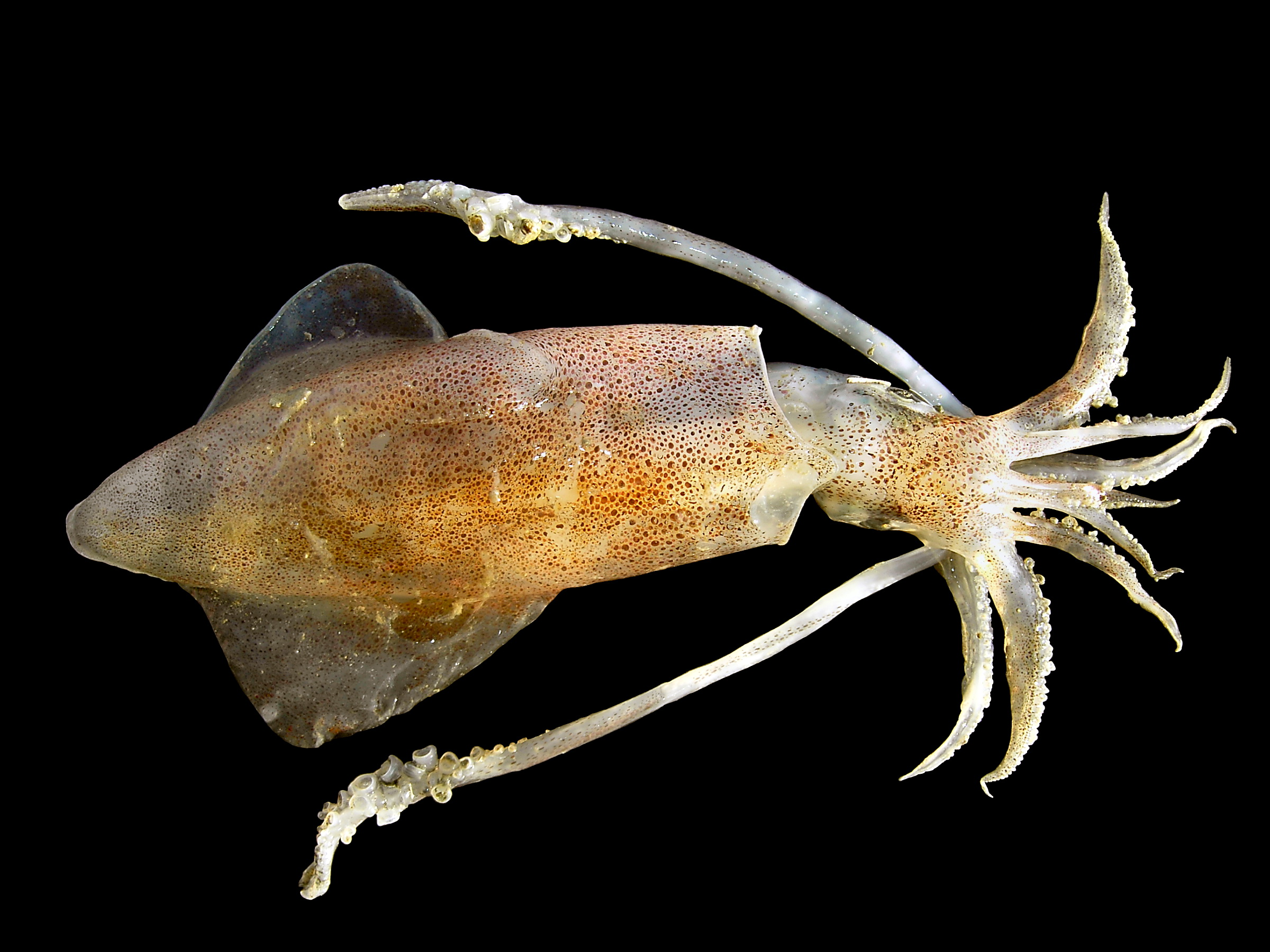
Le calmar commun Loligo vulgaris, hôte de Chromidina chattoni

Chromidina chattoni est une espèce de ciliés, un type d'eucaryotes unicellulaires, parasite des sacs rénaux des Céphalopodes .
L'espèce a été décrite en 2016 à partir de spécimens récoltés chez le calmar Loligo vulgaris au large de Tunis, en Tunisie.